# Pierre Desse
Pierre Desse (août 1760 - juin 1839) est un marin bordelais, capitaine de navire marchand, corsaire, et négrier qui, de 1787 à 1817, participe à plusieurs opérations de traite ou les commande.  
À la tête de l'équipage de son brick la Julia, il se signale en juillet 1822 par le sauvetage des 92 passagers du trois-mats hollandais le Colombus, désemparé après une tempête au large du cap de Bonne Espérance. En 1829, répondant à une commande publique, le peintre Théodore Gudin représente la scène sous le titre : Trait de dévouement du capitaine Desse, de Bordeaux, envers le Colombus, navire hollandais.

## Biographie

### Origines et débuts
Pierre Desse, fils cadet d'un propriétaire de Pauillac, naît à Saint-Lambert (Pauillac) en août 1760.   

### Marin et négrier
Il entre au séminaire d'Aire- sur-l'Adour à 18 ans, mais apprend à piloter et à naviguer en cachette. Il entre ensuite dans la marine à vingt ans comme pilotin sur le Duc-de-Penthièvre, à destination de la Martinique. Il sert comme lieutenant sur des navires qui commercent avec Saint-Domingue (Les Deux-Chéries, le Chêne-Vert, le Comte-de-Fumel) mais aussi vers la Côte de l'Or, dans le cadre du commerce triangulaire. Il devient capitaine de navire le 2 avril 1789 et prend le commandement de l'Union, qu'il conduit à la côte d'Afrique vers laquelle il fait plusieurs voyages, de mars 1791 à juillet 1792, sur le Joujou, vers le Sénégal et la Côte de l'Or, sur le Henry en 1794. Dans une note manuscrite où il retrace les principaux événements de sa vie jusqu'en 1823, Pierre Desse raconte ce voyage vers le Sénégal où il aide le gouverneur de la colonie à rétablir l'ordre dans la ville de Saint-Louis.   
Nommé lieutenant de vaisseau, il doit rejoindre Rochefort pour y recevoir un commandement. Mais, ainsi qu'il l'écrit, « il ne lui convenait pas de servir sous le gouvernement de ce tems là». Durant la Révolution française, il accueille et protège deux propriétaires de Saint Christoly dans le Médoc, accusés devant la commission militaire du crime « d'avoir voulu favoriser les projets des royalistes dans une descente sur nos côtes ». Desse les cache pendant six mois et les aide à recouvrer la liberté.  
Il attend deux ans et demi pour reprendre la mer. Le 23 mars 1797, il reçoit le commandement du corsaire trois-mâts l'Incroyable, navire bordelais de trente-deux canons portant trois cents hommes d'équipage. Mais à son départ de la Gironde, Pierre Desse est fait prisonnier par les Anglais, mais réussit à s'évader des pontons. Le 7 juin 1808, il s'embarque à Bordeaux, en qualité de second capitaine, sur le navire trois-mâts la Diane, armé en guerre, chargé de porter des marchandises à l’Île-de-France (actuelle Île Maurice). Il est de nouveau arraisonné par un vaisseau anglais et gardé prisonnier à Tiverton, dans le Devon. Durant sa captivité, en novembre 1809, il sauve dans une inondation plusieurs personnes, dont ses geôliers, sur le point de se noyer, s'attirant la sympathie des autorités anglaises qui négocient son échange en avril 1810.  

### Négrier illégal
Sous pression internationale, la traite négrière est interdite en France par décret impérial en mars 1815, puis par ordonnance royale en janvier 1817. Toutefois, bien que devenue illégale, Pierre Desse reprend ses activités de traite et commande, de juillet 1817 à mai 1818, la Jeune-Eliza, armée par Saurin, rue de la Grande-Taupe (Bordeaux), vers le Sénégal puis jusqu'à Pointe-à-Pitre. D'août 1818 à juin 1819, toujours avec la même armateur, il commande le Marcelin, vers le Sénégal puis Santiago à Cuba et Port-au-Prince. Desse a une participation de 3000 francs dans cette expédition à propos de laquelle il fait un procès à l'armateur. De janvier 1821 à février 1822, à bord de l'Union, il repart pour un voyage triangulaire, vers Saint-Louis-du-Sénégal - Les Antilles, trente deux ans après son premier voyage négrier sur un bateau portant le même nom.
En avril 1822, il commande la Julia à destination de Bourbon et sauve les 91 passagers du Colombus, navire hollandais en détresse au large du Cap de Bonne-Espérance.
En 1828 et 1829, il commande les transports du roi la Truite et le Robuste. En juin 1830 il est nommé lieutenant du port de Bordeaux.
Le capitaine Desse demeure à Bordeaux, au 72 rue de la Grande-Taupe (actuelle rue Lafaurie-de-Monbadon). Il acquiert à Lormont le château des Iris à Lormont, ville dans laquelle il décède le 15 juin 1839.

### Mariages et descendances
Il épouse, le 22 décembre 1788, Marguerite de Fillietas de Fretas qui meurt en l'an X (1801/1802), et dont il a deux enfants. Il se remarie le 8 messidor an XIII (27 juin 1805) avec Marie-Anne Ladurantie dont il a également deux enfants.

### Famille Desse
La famille Desse est une famille de marins. Jacques, frère de Pierre, est officier de marine militaire de 1795 à 1814, puis capitaine de port à Pauillac. Laurent-Paul Desse, fils de Jacques et neveu de Pierre, capitaine au long cours comme son oncle, est l'auteur d'un sauvetage en mer en 1839 dans la mer des Philippines, puis devient, à partir de 1842, l'un des principaux armateurs de Bordeaux, siégeant au tribunal de commerce et au conseil municipal. Jean Desse, fils de Pierre, né à Bordeaux en 1796, devient en 1852 le premier directeur de la future Banque de la Réunion. Au XXe siècle, un descendant homonyme Pierre Desse est président du port autonome et de la Chambre de commerce de Bordeaux (1950-1955).

## Sauvetage duColombus

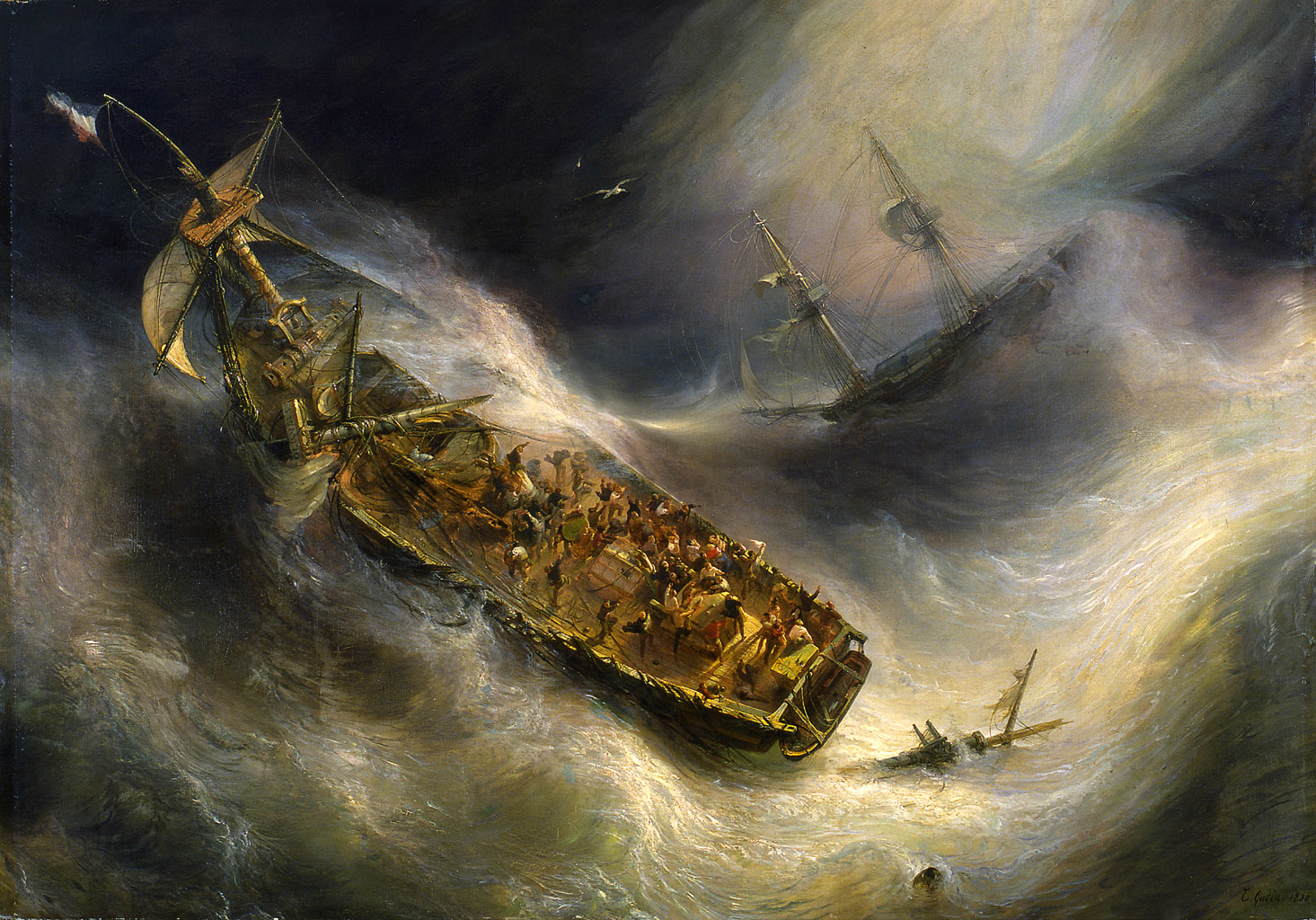
Trait de dévouement du capitaine Desse, de Bordeaux, envers Le Colombus, navire hollandais, 1829, par Théodore Gudin (Musée des Beaux-Arts de Bordeaux)

### Le sauvetage
En avril 1822, Pierre Desse prend, à Bordeaux, le commandement de la Julia à destination de Bourbon (actuellement La Réunion). En juillet 1822, il sauve l'équipage du trois mats le Colombus en détresse au large de Cap de Bonne Espérance. Ce trois mats hollandais de 800 tonneaux, parti de Batavia et se rendant en Hollande avec un équipage de quarante hommes, transportant un détachement de cinquante et un militaires, chargé de café et de sucre, a perdu deux de ses mats et l'usage de son gouvernail. Le capitaine Desse abandonne les marchandises transportées pour recueillir à bord de son brick, de seulement 200 tonneaux, les quatre-vingt-douze personnes composant l'équipage et les passagers du Colombus. 
Il dépose une partie des rescapés à Saint-Denis-Bourbon et l'autre partie, au nombre de cinquante-quatre, à Bordeaux, le 8 mars 1823.

### La célébration de l'exploit
Son action lui vaut d'être décoré  le 22 janvier 1823 sur la proposition du ministre de la Marine et des Colonies de l'Ordre royal de la Légion d'honneur. Le roi des Pays-Bas lui fait remettre par le consul de Hollande de Bordeaux la décoration de l'Ordre du Lion-Belgique.  
| - Médaille de la Chambre de Commerce de Bordeaux en l'honneur de Pierre Desse (1823) |

La Chambre de commerce de Bordeaux fait frapper, en 1823, une médaille en son honneur.

En 1824 un long poème lyrique d’Édouard Delprat célèbre la bravoure du capitaine, reprenant la formule secourable utilisée par Pierre Desse : 
En 1828, le ministre de l'Intérieur Martignac, dans une  lettre adressée au baron d'Haussez, préfet de la Gironde, ordonne «qu'un tableau dont le  sujet devra être pris dans les fastes de la gloire française sera  calculé au frais du ministère de l'Intérieur ». Le tableau réalisé par Théodore Gudin  (2,40m de haut sur 3,25m de large), terminé en 1829, payé 6000 francs à l'artiste, est exposé  à Paris au Salon de 1831 sous le titre «Trait de dévouement du capitaine Desse, de Bordeaux, envers le Colombus, navire hollandais ». Don du gouvernement au Musée de Bordeaux en 1832.
Cependant, l'indemnisation obtenue à la suite d'une sentence arbitrale prononcée à Bourbon le 20 septembre 1822, est invalidée par la décision du tribunal de commerce d'Amsterdam en date du  30 septembre 1823, confirmée en appel à La Haye le 5 novembre 1824. Pierre Desse se trouve redevable d'une somme totale de 87 550 francs. Malgré une aide de 20 000 francs du roi de Hollande, il doit vendre la Julia, dont il était propriétaire, pour s'acquitter de sa dette et éviter la contrainte par corps.
Une rue de Bordeaux porte de nom de Desse.

## Trait de dévouement du neveu, Laurent-Paul Desse
Dans des conditions comparables, Laurent-Paul Desse, (1808-1862), neveu de Pierre Desse, commandant l'Asie de la maison Balguerie, sauve le 12 décembre 1839 dans la mer de Mindoro, avec l'aide de trois prêtres missionnaires de Chine qu'il transportait comme passagers,  les 112 hommes d'équipage du Marquis de Campden. Pour cette action, et pour avoir dressé une carte précise des récifs de la zone, il obtient une médaille d'or de la reine d’Angleterre et la légion d'honneur. 

## Hommages et critiques
À Bordeaux, une rue porte son nom, en hommage à son sauvetage du Colombus. 
En 2009, l'association Mémoires & Partages, fondée par Karfa Diallo, ouvre un débat sur les rues honorant par leur nom des négriers (capitaines, armateurs ou esclavagistes) dans les cinq principaux ports négriers français : Nantes, La Rochelle, Le Havre, Bordeaux et Marseille. Dès le début, l'association suggère soit de rebaptiser les rues honorant des criminels, soit au minimum d'apposer des plaques explicatives. La ville de Bordeaux accède à cette demande en 2019 et procède à l'installation d'une plaque dans la rue rappelant l'implication de Pierre Desse dans la traite négrière, reconnue comme un crime contre l'humanité depuis la loi de 2001,.